# Nadja Regin
Nadja Regin, született Nadezda Poderegin (Niš, 1931. december 2. – 2019. április 6.) szerb színésznő.

## Életútja
A Belgrádi Művészeti Egyetemen, majd a Belgrádi Egyetem filozófia szakán diplomázott. Egyetemi évei alatt kezdődött filmszínészi pályafutása. Jugoszláv, majd német koprodukciós filmekben szerepelt. Az 1960-as években angol filmekben is feltűnt. Két James Bond-filmben szerepelt. Az 1963-as Oroszországból szeretettelben Kerim Bey szerepében volt látható, majd az 1964-es Goldfingerben pedig kisebb szerep jutott neki.

## Filmjei
- Prica o fabrici (1949)
- Čudotvorni mač (1950)
- Frosina (1952)
- Das Haus an der Küste (1954)
- Roman eines Frauenarztes (1954)
- Esalon doktora M. (1955)
- Du mein stilles Tal (1955)
- Der Frontgockel (1955)
- The Man Without a Body (1957)
- Die Unschuld vom Lande (1957)
- Auf Wiedersehen, Franziska! (1957)
- Es wird alles wieder gut (1957)
- Don't Panic Chaps! (1959)
- Wir wollen niemals auseinandergehen (1960)
- Blond muß man sein auf Capri (1961)
- Number Six (1962)
- The Fur Collar (1962)
- Solo for Sparrow (1962)
- Stranglehold (1963)
- Oroszországból szeretettel (From Russia with Love) (1963)
- Downfall (1964)
- Goldfinger (1964)
- Runaway (1964)